# Expressvägen genom Casablanca
Trafikleden genom Casablanca (arabiska: الطريق السريع الحضري للدار البيضاء, al-tariq al-sari al-hadari li-l-Dar al-Bayda) är en huvudväg genom Casablanca i Marocko.
Den invigdes 1978 som en del av motorvägen till Rabat, med hastighetsbegränsningen 120 km/h. Vägen hade byggts som stadsmotorväg med få möjligheter att korsa den, vilket ledde till att många människor med dödliga följder dagligen försökte korsa vägen. 1994 degraderades dock vägen och hastighetsbegränsningen sattes till 80 km/h samtidigt som ett antal broar över vägen byggdes. Motorvägsstandarden börjar nu vid Aïn Harrouda strax öster om Casablanca där vägen ansluter till A1.